# Geoff Ryman

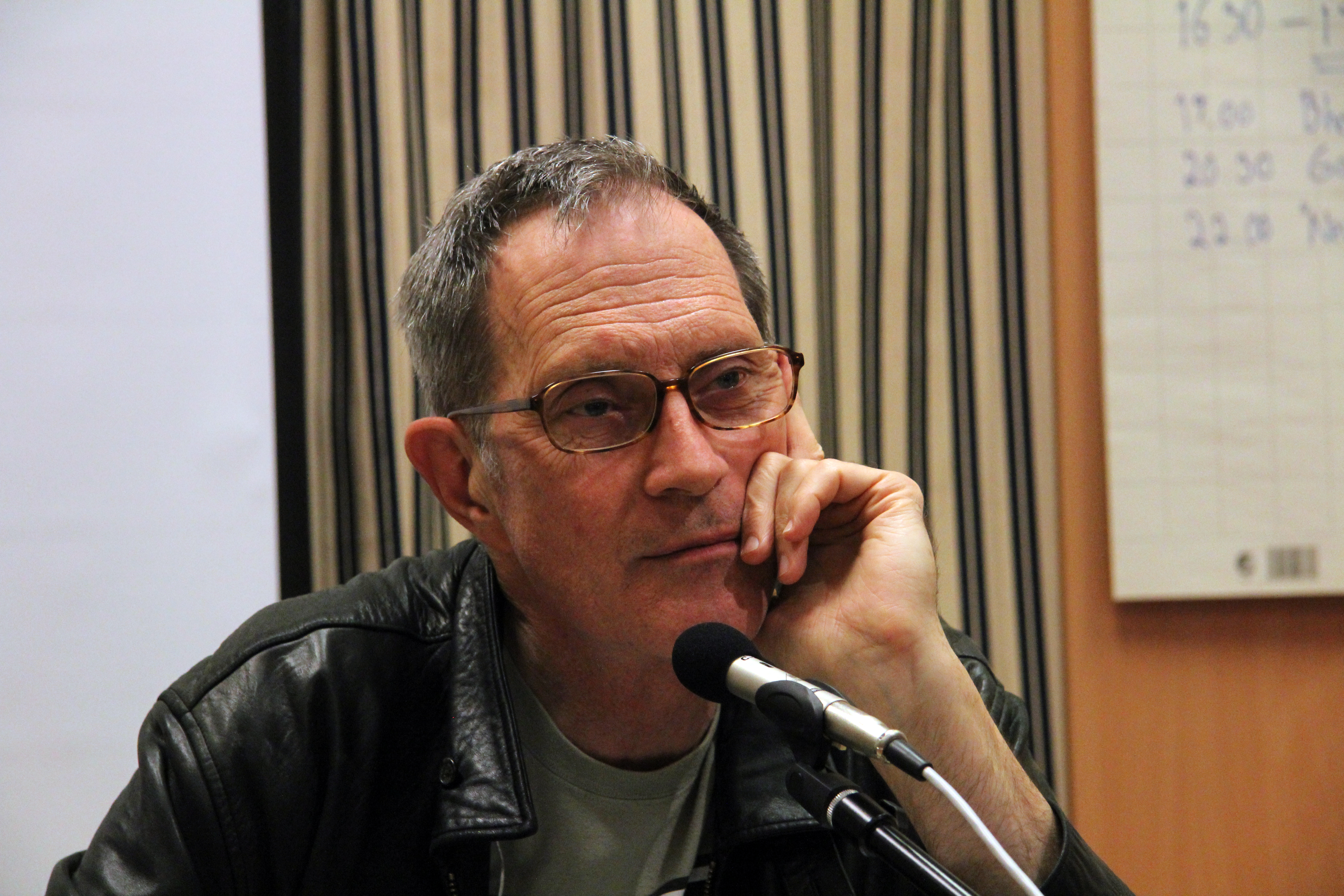
Geoff Ryman, Åcon 2010.

Geoffrey Charles Ryman (geboren in 1951) is een Canadees sciencefiction- en fantasy-schrijver.
Rymans moeder was journalist, via haar werd zijn eerste verhaal in de lokale krant gepubliceerd toen hij acht jaar was. Zijn vader was wetenschapper en fascineerde hem met verhalen over lasers. Ook het kunstenaarschap is overgegaan van vader op zoon. In 1963 verhuisde de familie naar Los Angeles. Hij wilde acteur worden en pas nadat hij midden jaren 70 naar Londen was verhuisd werd hij een serieus schrijver.
Met de novelle The Unconquered Country (1986) vestigde hij zijn naam en won hij de British Science Fiction Award en de World Fantasy Award. De roman The Child Garden (1989) bevestigde zijn talent en bezorgde Ryman de Arthur C. Clarke Award. Met Was (1992) bedacht hij The Wizard of Oz en het leven van Judy Garland opnieuw.
253, or Tube Theatre werd eerst uitgebracht als hypertext-roman. De gedrukte versie kwam uit in 1998 als '253: The Print Remix en won de Philip K. Dick Award.